# Хаттон-кросс (станція метро)
51°28′01″ пн. ш. 0°25′24″ зх. д. / 51.466944° пн. ш. 0.423333° зх. д.

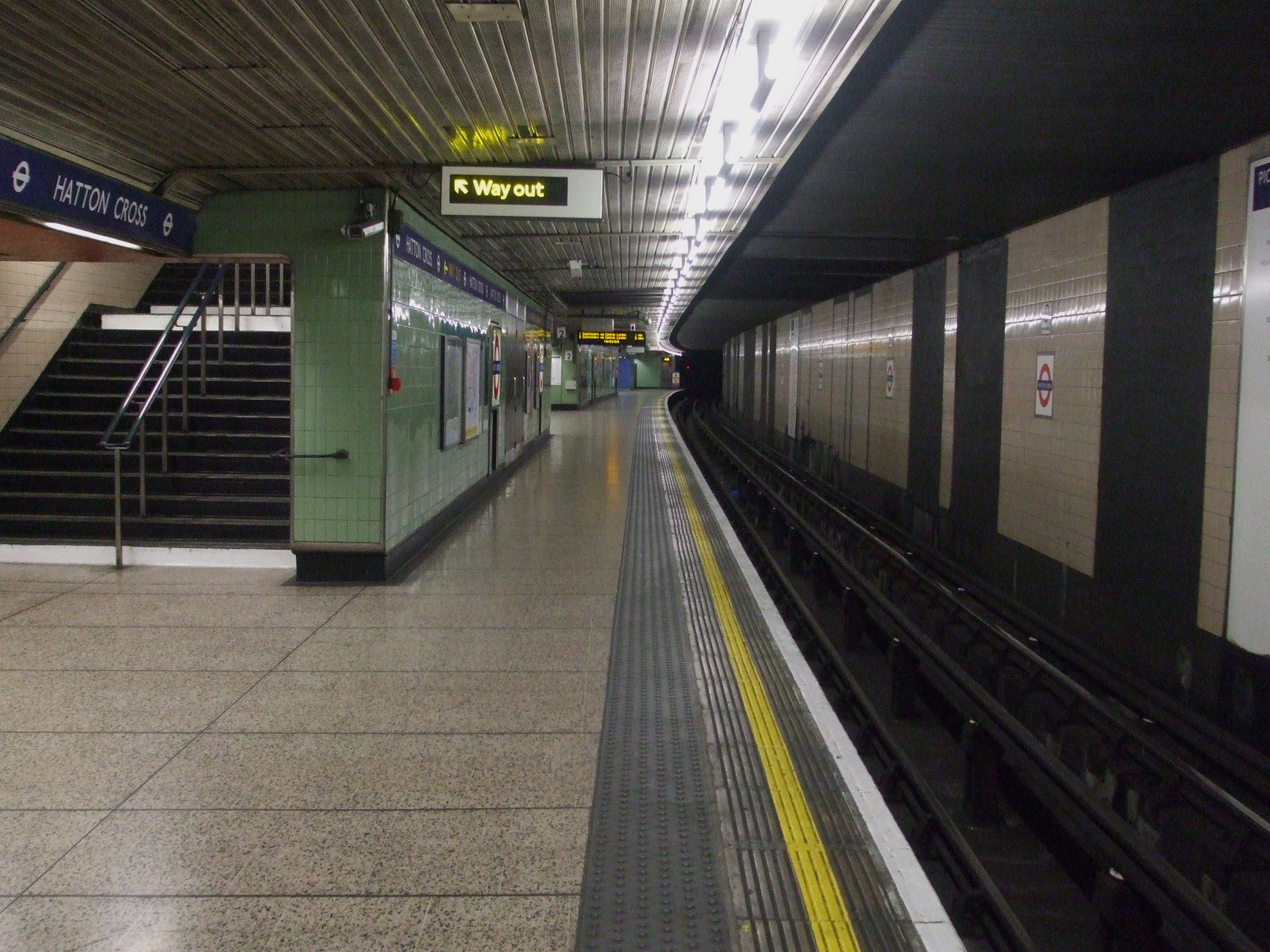
Платформа

Хаттон-Кросс (англ. Hatton Cross tube station) — станція лінії Пікаділлі Лондонського метрополітену. Станція розташована на межі 5 та 6 тарифних зон, на терені лондонського боро Гіллінгдон. В 2017 році пасажирообіг станції становив 3.21 млн пасажирів.
Станція була відкрита 19 липня 1975 року, як частина першого етапу розширення від Гаунслоу-Вест до аеропорту Хітроу. До 16 грудня 1977 року Хаттон-Кросс була кінцевою станцією, продовження до терміналів 2 і 3 аеропорту Хітроу було введено в експлуатацію 12 квітня 1986 р. Відтепер всі поїзди прямували одноколійною петлею, яка веде від Хаттон-Кросс через термінал 4 та термінали 1, 2 і 3 назад до Хаттон-Кросс
Трафік тимчасово було припинено з 7 січня 2005 року до 17 вересня 2006 року, через спорудження відгалуження на новий термінал 5. З моменту відкриття станції Хітроу-Термінал 5, 27 березня 2008 року кожен другий поїзд прямує до терміналу 5, а решта прямує петлею.

## Виходи та пересадки
- на автобуси оператора London Buses:90 , 203 , 285 , 423 , 482 , 490 , H25 , H26 та X26 .
- до різноманітних служб обслуговуючих аеропорт Хітроу